# Serviciul Român de Informații
Le Serviciul Român de Informații (SRI), fondé le 26 mars 1990,  désigne littéralement le Service roumain de renseignements chargé du renseignement intérieur de Roumanie (son homologue extérieur est le Serviciul de Informații Externe - SIE).
Sa mission consiste à recueillir, vérifier et valoriser les informations nécessaires à la connaissance, la prévention et l’arrêt des actions qui peuvent porter atteinte à la sûreté nationale de la Roumanie. Il protège les secrets d’État, prévient et combat le terrorisme.
Les effectifs des services de renseignements roumains ne sont officiellement communiqués mais ils sont très importants au prorata de la population. L’ancien directeur du SIE, M. Catalin Harnagea, confirme en 2006 le chiffre de 12 000 officiers de renseignement au sein du SRI.
Il a une mauvaise réputation en Roumanie à cause du fait que son activité est confondue avec l'activité du Service de renseignements communiste nommé Securitate.
L'ancien directeur du SRI George Maior a démissionné le 27 janvier 2015. Le directeur actuel est Eduard Hellvig.